# Segretario dell'Istruzione degli Stati Uniti d'America
Il Segretario dell'Istruzione degli Stati Uniti d'America (in inglese United States Secretary of Education) è un membro del gabinetto del Presidente degli Stati Uniti d'America ed è il capo del Dipartimento dell'Istruzione degli Stati Uniti d'America.
Fino al 1979 tale ruolo non esisteva e le sue funzioni erano svolte dal Segretario della Salute, dell'Istruzione e del Benessere, finché non furono creati due dipartimenti: quello dell'Istruzione e quello della Salute e dei Servizi Umani, con relativi Segretari.

## Elenco
| #  | Foto               | Nome              | Stato di residenza | Mandato           | Mandato           | Presidente     |
| #  | Foto               | Nome              | Stato di residenza | Inizio            | Termine           | Presidente     |
| -- | ------------------ | ----------------- | ------------------ | ----------------- | ----------------- | -------------- |
| 1  | Shirley Hufstedler |                   | California         | 30 novembre 1979  | 20 gennaio 1981   | Jimmy Carter   |
| 2  | Terrel Bell        |                   | Utah               | 22 gennaio 1981   | 20 gennaio 1985   | Ronald Reagan  |
| 3  | William Bennett    |                   | Carolina del Nord  | 6 febbraio 1985   | 20 settembre 1988 | Ronald Reagan  |
| 4  | Lauro Cavazos      |                   | Texas              | 20 settembre 1988 | 12 dicembre 1990  | Ronald Reagan  |
| 4  | Lauro Cavazos      | George H. W. Bush | Texas              | 20 settembre 1988 | 12 dicembre 1990  |                |
| 5  | Lamar Alexander    |                   | Tennessee          | 22 marzo 1991     | 20 gennaio 1993   |                |
| 6  | Richard Riley      |                   | Carolina del Sud   | 21 gennaio 1993   | 20 gennaio 2001   | Bill Clinton   |
| 7  | Rod Paige          |                   | Texas              | 20 gennaio 2001   | 20 gennaio 2005   | George W. Bush |
| 8  | Margaret Spellings |                   | Texas              | 20 gennaio 2005   | 20 gennaio 2009   | George W. Bush |
| 9  | Arne Duncan        |                   | Illinois           | 21 gennaio 2009   | 1º gennaio 2016   | Barack Obama   |
| 10 | John King Jr.      |                   | New York           | 14 marzo 2016     | 20 gennaio 2017   | Barack Obama   |
| 11 | Betsy DeVos        |                   | Michigan           | 7 febbraio 2017   | 8 gennaio 2021    | Donald Trump   |
| 12 | Miguel Cardona     |                   | Connecticut        | 2 marzo 2021      | 20 gennaio 2025   | Joe Biden      |
| 13 | Linda McMahon      |                   | Connecticut        | 3 marzo 2025      | in carica         | Donald Trump   |